# Естонско електронно жителство
Естонското електронно жителство (или виртуално жителство) е статут, чрез който хора, които не живеят в Естония могат да получат сигурна дигитална идентичност, подобна на тази, която се предоставя на постоянните жители и гражданите на Естония чрез техния документ за самоличност. Електронното жителство им дава възможност да използват услугите, предоставяни от естонските правителствени служби и частния сектор, които обикновено са свързани с представянето на документ за самоличност. Естония въвежда статута „електронно жителство“ на 1 декември 2014. Първият официално провъзгласен електронен гражданин на Естония е британският журналист Едуард Лукас от списание The Economist; а първият, който получава статута по предвидената процедура е Хамид Тахсилдуст от САЩ.
Към края на януари 2015, електронните жители могат да разполагат с електронен подпис, да криптират документи, да използват държавния портал на Естония eesti.ee, да разкриват фирми в Естония, да попълват отчети към естонските данъчни и митнически власти, да ползват регистъра на електронния бизнес, да подават онлайн данъчни декларации и да използват естонските системи за онлайн банкиране. Смята се, че електронното жителство би било най-полезно за предприемачите, тъй като в Естония обичайно се предлагат онлайн услуги и подаване на документи, регистрирането на нови юридически лица може бързо да се осъществи онлайн и за тях няма подоходен данък.
Електронното жителство не е еквивалентно с гражданството или постоянното жителство. То не дава право за участие в изборите в Естония, както и не дава право да се влиза в Естония или в Европейския съюз без съответния визов документ. Също така се твърди, че електронното жителство е привилегия, а не право, и затова Естония прави проверки на кандидатите за статута и си запазва правото на отказ.
Електронните жители получават цифрова карта за самоличност, издадена от естонската служба „Полиция и гранична отбрана“, но получаването ѝ изисква кандидатът да посети офис на службата в Естония или в естонско посолство или консулство, където кандидатът да бъде физически идентифициран. Тъй като цифровата карта за самоличност не се приема като пътнически документ, на нея не стои снимка на притежателя ѝ.
Проектът за естонско електронно жителство се ръководи от Таави Котка, заместник ръководител на отдела за комуникационни и държавни информационни системи към Министерството на икономиката и съобщенията, и един от съоснователите на приложението Skype. Въпреки че идеята за издаване на електронни карти за самоличност на неживущи в страната е била дискутирана поне от 2007 или 2008 година и отново лансирана през 2012 от естонския експерт по киберсигурността Анто Велдре, конкретното предложение („10 милиона електронни граждани до 2025 година“) е представено от Таави Котка, Рут Аннус и Сиим Сиккут на конкурс за идеи, организиран от Фондацията за развитие на Естония през 2014 година. Проектът стартира с парите от спечелената в конкурса награда и е разработен от държавната фондация Enterprise Estonia.
Ръководителят на проекта, Таави Котка, твърди, че докато далечната цел на проекта е да привлече милиони електронни жители, практическата му цел е повишаване броя на активните търговски предприятия в Естония. За целта е важно частният сектор да разработи конкретни услуги, базирани на правната и технологична платформа, която електронното жителство осигурява, докато в същото време държавата продължава да разработва правната си рамка съобразно нуждите на предприятията. В естонските медии се дискутира и това, че електронното жителство може да се използва за разпространяване на знанията за естонската култура онлайн за нуждите на развитието на културния обмен.
Като цяло, проектът за електронно жителство получава положително медийно отразяване и признание за новаторството и потенциала си. През декември 2014 г. естонският бивш министър на финансите Юрген Лиги отбелязва, че все още не е ясно как електронното жителство ще донесе капитали на Естония. Експерти по право също така предупреждават, че електронното жителство може да създаде известен риск от двойно данъчно облагане, тъй като е напълно нов правен статут, непредвиден в рамките на съществуващите международни спогодби за избягване на двойните данъчни облагания.
В различни държави се проявява международен медиен интерес, когато темата е отразена в медиите: в САЩ (The Atlantic, The Wall Street Journal, Ars Technica), Великобритания (The Guardian, Wired UK), Финландия (Helsinki Times), Австралия (ABC), Италия (Wired.it) и др. В съседна Финландия се появяват страхове, че естонското електронно жителство може да даде стимул на финландските предприятия да се преместят в Естония.